# 아열대수산연구소
아열대수산연구소(亞熱帶水産硏究所)는 대한민국 제주도의 연근해에 관한 수산시험 및 연구사업을 관장하는 국립수산과학원의 소속기관이다. 2015년 10월 16일 발족하였으며, 제주특별자치도 제주시 연대마을길 6에 위치하고 있다. 소장은 해양수산연구관 또는 환경연구관으로 보한다.

## 연혁
- 1954년 11월 30일: 중앙수산시험장 소속으로 제주지장 설치.
- 1962년 5월 10일: 제주분장으로 개편.
- 1963년 12월 17일: 국립수산진흥원 소속 제주해구시험소로 개편.
- 1971년 8월 13일: 제주지원으로 개편.
- 1976년 6월 11일: 제주지원으로 개편.
- 1985년 4월 26일: 제주수산연구소로 개편.
- 1993년 2월 10일: 남해수산연구소로 통합.
- 2004년 2월 2일: 남해수산연구소로부터 제주도를 이관받아 제주수산연구소 설치. 소속기관으로 패류육종연구센터를 설치.
- 2007년 1월 10일: 패류육종연구센터를 폐지하고 종보존연구센터를 설치.
- 2009년 4월 30일: 종보존연구센터를 폐지.
- 2010년 2월 26일: 제주수산연구소를 폐지하고 남서해연구소로 흡수.
- 2015년 10월 16일: 남서해수산연구소로부터 제주특별자치도를 이관받아 제주수산연구소 설치. 소속기관으로 패류육종연구센터를 설치.

## 관할구역
- 제주특별자치도

## 조직

### 소장
- 연구지원과[1]
- 자원환경과[2]
- 양식산업과[2]